# Óscar Atehortúa Duque
Óscar Atehortúa Duque (Armenia, Quindío; 16 de enero de 1966) es un administrador de empresas, administrador policial y oficial de la Policía Nacional de Colombia. El 10 de diciembre del 2018 fue designado como director de la institución policial, cargo que ocupó hasta el 22 de diciembre de 2020 cuando fue sucedido por Jorge Luis Vargas Valencia.

## Biografía
Nació el 24 de enero de 1966 en la ciudad de Armenia en el hogar de Mario de Jesús Atehortúa Quintero y María Adíela Duque. Se graduó como bachiller académico del colegio INEM Felipe Pérez de Risaralda e ingreso a la Escuela General Santander para formarse como oficial de policía obteniendo 1 de diciembre de 1985 el grado de Subteniente. Fue el primer puesto del curso 056 de oficiales, MY. Gustavo García Velandia, compuesto por 236 oficiales.
Al inicio de su vida policial fue asignado a la dirección central de la Policía Judicial, luego pasó a la Escuela General Santander y participó en una comisión en el Buque Escuela Gloria de la Armada Nacional. Volvió a la Escuela de Cadetes con el grado de Teniente y posteriormente fue destinado a la Escuela de Carabineros en Facatativa. Siendo Capitán sirvió en la dirección de Antinarcoticos y nuevamente en la General Santander y la dirección central de la Policía Judicial.
El 1 de abril de 1995 se casó con Adriana Correa Lasso y en septiembre de ese mismo año nació Paola Andrea, su primera hija.
Como Mayor continuo aportando sus conocimientos en la DIJIN donde realizó el curso de Contemporary Issues in Drug Law Enforcement con el Departamento de Justicia de los Estados Unidos, luego retornó a la dirección Antinarcoticos donde adelanto el curso Criminal Justice Education con la Universidad de Virginia. En febrero de 1998 se graduó como Administrador de empresas de la Escuela de Administración de Negocios
En agosto de 1999 nació su hijo Oscar Andrés y en julio del 2001 su hija menor, Diana Carolina.
Así mismo, durante el 2001 realizó el curso de Academia Superior para obtener el grado de Teniente Coronel en el mes de diciembre con el que volvió a la dirección Antinarcóticos de la institución donde alcanzó a dirigir el área de interdicciones. Ya con el grado de Coronel asumió como comandante del departamento de policía de Córdoba alrededor de un año luego del cual paso a dirigir la Escuela Nacional de Operaciones BG. Jaime Ramírez. En mayo del 2010 se gradúa como Magíster en estudios políticos de la Pontificia Universidad Javeriana de Bogotá. Fue designado como agregado de policía en la embajada colombiana en Austria.
Para el 2012 se le encomendó el área de control interno de la institución y en el mes de octubre fue llamado al curso para ascender a Brigadier General, grado que recibió en junio de 2013. El 2 de octubre del 2013 asume la Regional 2 correspondiente al territorio de los departamentos de Tolima, Huila, Caqueta y Putumayo.
Estuvo a cargo del comando contra la minería ilegal desde su creación y luego dirigió el Fondo Rotatorio y la Dirección de Sanidad de la institución. El 1 de julio del 2017 es ascendido a Mayor General y en febrero de 2018 recibe la Inspección General.
El 10 de diciembre del 2018, el presidente Iván Duque Márquez lo designa como director de la Policía en reemplazo del General Jorge Hernando Nieto.
Luego de más de 24 meses a cargo de la institución, el 22 de diciembre de 2020, en el marco de un gran escándalo por haber enviado de vacaciones durante 405 días a un general que lo investigaba, Iván Duque Márquez anuncia el cambio en la cúpula de la policía con la designación del General Jorge Luis Vargas Valencia como nuevo director a la vez que resaltó la labor realizada por Atehortúa en cabeza de la institución.
En abril de 2021 fue nombrado Embajador en Australia, cargo que asumió oficialmente el 9 de agosto de 2021, cuando presentó sus credenciales ante el Gobernador General de Australia, David Hurley.

## Principales condecoraciones y reconocimientos
- Orden de Boyacá, categoría Gran Oficial
- Estrella cívica, categoría Gran Oficial
- Cruz al mérito policial, primera vez
- Medalla "General Santander", cuarta vez
- Medalla de servicios distinguidos, clase extraordinaria, tercera vez
- Medalla de servicios distinguidos, clase especial, tercera vez
- Medalla de la Dirección de Antinarcóticos "Mayor Wilson Quintero Martínez"
- Medalla de la oficina central nacional INTERPOL Colombia "Mayor Juan Carlos Guerrero Barrera"
- Medalla militar Ministerio de Defensa Nacional, categoría Servicios distinguidos
- Medalla al mérito "Libardo López Gómez", Asamblea departamental de Córdoba
- Condecoración Gobernación del Tolima al mérito
- Medalla "Comisario Juan María Marcelino Gilibert"
- Distintivo Buque Escuela ARC "Gloria"

## Controversias

### Enviar de vacaciones por más de un año al General que lo investigaba
En diciembre de 2019, se hizo público que Atehortúa había enviado de vacaciones al inspector general de la policía, general William Salamanca, quien lo estaba investigando por un presunto caso de corrupción en el proyecto de casas fiscales CENOP, de San Luis (Tolima), entre 2014 y 2015, cuando era director general del Fondo Rotatorio de la Policía. La noticia tomó gran trascendencia pues el general Salamanca denunció que lo habían enviado durante cuatrocientos cinco (405) días de vacaciones, con el fin de apartarlo de las investigaciones que venía desempeñando contra el propio Atehortúa, por lo que tal maniobra era una extralimitación de poder. Pronto se descubrió que también había habido controversias frente al manejo del caso de un narco jet con destino a Londres, donde habrían participado uniformados de la Policía Nacional de Colombia, quienes no fueron retirados de sus cargos y de un presunto episodio de corrupción, donde policías estarían reportando más horas de vuelo de las reales, con el fin de acceder a beneficios económicos.
En virtud del gran escándalo a nivel nacional e internacional que se generó por tal decisión, el gobierno nacional dispuso reversar la decisión de Atehortúa y devolver a Salamanca a sus funciones, celebrándose incluso una reunión con el ministro de defensa, donde se ratificó la cúpula de la policía, Atehortúa incluido. Como parte de las decisiones alcanzadas en ese espacio, se dispuso que los entes de control investigaran los hechos que eran conocidos por la inspección general de la policía, la investigación de la procuraduría llevó a una audiencia en noviembre de 2020 en la que nuevamente el General Salamanca acusó a Atehortúa de haber intentado obstaculizar la investigación sobre los sobrecostos en las casas fiscales y de haberlo enviado de vacaciones ante su negativa situación que terminó en una pelea entre ambos funcionarios, quienes fueron retirados de sus cargos por el presidente Duque en diciembre de 2020. Actualmente Salamanca se encuentra retirado, mientras que Atehortúa fue nombrado como embajador en Australia.

### Despido del Mayor William Moreno, quien lo investigaba
En 2015, cuando Atehortúa fungía como director general del Fondo Rotatorio de la Policía, el Mayor William Orlando Moreno, de profesión arquitecto, fue despedido de la policía, el oficial Moreno alegó que tal despido se debía a que no había accedido a las presiones de Atehortúa para dejar pasar evidentes irregularidades en el proyecto de casas fiscales CENOP, de San Luis (Tolima) que en ese momento se ejecutaba; 7 años después, el Consejo de Estado colombiano le dio la razón al Mayor Moreno, declarando ilegal su desvinculación de la policía y ordenando su reintegro.

### Irregularidades en la construcción de 111 casas fiscales en el Tolima
Entre 2014 y 2015, cuando Atehortúa era director general del Fondo Rotatorio de la Policía, desarrolló un proyecto de construcción de casas fiscales CENOP, de San Luis (Tolima); tal proyecto estuvo marcado por todo tipo de irregularidades, que van desde la falta de licencia de construcción por parte del contratista a sobrecostos injustificados en la obra, se calcula que el proyecto ha costado más de 10.000 millones de pesos de lo presupuestado y, a abril de 2022, continúa sin inaugurarse. Es en virtud tan evidentes irregularidades, los oficiales Moreno y Salamanca hicieron las investigaciones del caso y fueron rápidamente desvinculados de la institución. 
A pesar de que desde diciembre de 2019 la procuraduría colombiana ha venido adelantando la investigación correspondiente, varias veces ha sido aplazada la audiencia de fallo contra Atehortúa por este caso, que, a abril de 2022, todavía no ha sido resuelto.